# Francesco Manassero
Francesco Manassero Zegarra (Lima, 4 de diciembre de 1965) es un exfutbolista peruano-italiano que jugó en la posición de centrocampista ofensivo. Luego de su retiro, se dedicó a la enseñanza de divisiones menores. En el año 2001, fue el presidente de la Agremiación de Futbolistas Profesionales del Perú (Asociación Sindicato de Futbolistas Agremiados del Perú - SAFAP).

## Trayectoria
Se inició en los infantiles de la U a los 14 años en 1980. Llegó al Sporting Cristal a los 16 años en octubre de 1982 por recomendación de «Chalaca» César Carlos Gonzales Hurtado (jugador rimense y a la vez su DT. en el Colegio Claretiano) para formar parte de los juveniles en la posición de mediocampista. 
En abril de 1983 obtuvo el Campeonato Juvenil Chabuca Granda bajo la DT. de Alberto Gallardo. En 1984 fue promocionado al primer equipo donde debutó un 10 de junio ante el recién ascendido Juventud La Palma, ingresó faltando veinte minutos para el final en el estadio Segundo Aranda Torres de Huacho y el cuadro rimense goleó por 5-1, esa tarde Francesco anotó el último gol. Fue en la fecha siguiente, ante Alianza Lima, donde jugó los noventa minutos en el Estadio Nacional de Lima, esa noche Sporting Cristal empató 1-1 con gol de César Loyola.
A partir de 1986 obtuvo la titularidad y la mantendría llegando a ser uno de los conductores principales del cuadro bajopontino. En el mes de agosto de 1988 obtuvo la Copa Marlboro con Cristal en EUA bajo la dirección técnica de Miguel Company. A finales de ese año, bajo la dirección técnica de don Alberto Gallardo, logró el campeonato nacional de 1988.
Al siguiente año logró el torneo del 1.er Regional de 1989 y el subcampeonato nacional. En 1990 destacó en la Copa Libertadores de América jugado ante rivales chilenos. En septiembre de ese año, jugó por La Serena de Chile sólo por tres meses por problemas con el entrenador y regresó al Sporting Cristal en diciembre.
En 1991 obtuvo el título del primer Regional bajo la dirección técnica de Juan Carlos Oblitas con destacadas actuaciones donde más predominaban sus pases-gol. Jugó en el cuadro rimense hasta el mes de octubre, emigrando al fútbol escocés.
Francesco se convirtió en uno de los referentes celestes desde mediados de la década de los 80. Jugó también por Universitario de Deportes, Defensor Lima, Deportivo Sipesa, Deportivo Pesquero y Juan Aurich.
También jugó en Colombia y en el Besiktas de Turquía.
Desde el 2001 hasta agosto del 2016, fue presidente de la Agremiación de Futbolistas Profesionales del Perú (S.A.F.A.P.)., entidad encargada del cumplimiento de los derechos laborales de los futbolistas.

## Selección Peruana
Fue convocado a la Selección Sub-20 que participó en 1985 en Paraguay en torneo Juventud de América.
En 1989 participó con la Selección mayor en las eliminatorias para el Mundial de Italia 1990.

## Entrenador
Ha sido entrenador de menores junto a Julinho y en la 2.ª Profesional en el año 2017 con Unión Huaral y el año 2018 con Sport Victoria.

## Clubes
| Club                      | País     | Año         |
| ------------------------- | -------- | ----------- |
| Sporting Cristal          | Perú     | 1984 - 1990 |
| Deportes La Serena        | Chile    | 1990        |
| Sporting Cristal          | Perú     | 1991        |
| Dundee United             | Escocia  | 1991        |
| Universitario de Deportes | Perú     | 1992        |
| Deportes La Serena        | Chile    | 1992        |
| Defensor Lima             | Perú     | 1993        |
| Besiktas                  | Turquía  | 1993 - 1994 |
| Deportivo Pereira         | Colombia | 1994        |
| Deportivo Sipesa          | Perú     | 1995        |
| Deportivo Pesquero        | Perú     | 1996 - 1997 |
| Juan Aurich               | Perú     | 1998        |
| FBC Melgar                | Perú     | 1999        |

## Carrera como entrenador
| Título                    | Club             | País | Año  |
| ------------------------- | ---------------- | ---- | ---- |
| Primera división del Perú | Sporting Cristal | Perú | 1988 |
| Primera división del Perú | Sporting Cristal | Perú | 1991 |

| Equipo                | Categoría                 | PJ | PG | PE | PP |
| --------------------- | ------------------------- | -- | -- | -- | -- |
| Unión Huaral (2017)   | Segunda división del Perú | 3  | 2  | 0  | 1  |
| Sport Victoria (2018) | Segunda división del Perú | 17 | 4  | 5  | 8  |
| Totales en su carrera | Totales en su carrera     | 19 | 7  | 5  | 7  |